# Liste der Monuments historiques in Ploemel
Die Liste der Monuments historiques in Ploemel führt die Monuments historiques in der französischen Gemeinde Ploemel auf.

## Liste der Bauwerke
| Bezeichnung                            | Beschreibung | Standort                            | Kennzeichnung | Schutzstatus | Datum | Bild |
| -------------------------------------- | ------------ | ----------------------------------- | ------------- | ------------ | ----- | ---- |
| Kapelle                                |              | Locmaria (Lage)                     | PA00091480    | Inscrit      | 1927  |      |
| Kapelle St-Méen mit Kreuzigungsfenster |              | Saint-Méen (Lage)                   | PA00091481    | Inscrit      | 1925  |      |
| Kreuz von Kermarquer                   |              | Route d’Erdeven (Lage)              | PA00091482    | Inscrit      | 1934  |      |
| Kreuz von Locmiquel                    |              | Chemin de la Trinité-sur-Mer (Lage) | PA00091483    | Inscrit      | 1934  |      |
| Kreuz von Mane-Bley                    |              | Rue de la Grotte (Lage)             | PA00091484    | Inscrit      | 1935  |      |
| Dolmen von Mané-Bogad                  |              | Mané Bogad (Lage)                   | PA00091485    | Classé       | 1931  |      |
| Kapelle Notre-Dame-de-Recouvrance      |              | Le Bourg (Lage)                     | PA00091486    | Inscrit      | 1925  |      |